# Lista de lemas
Uma lista de lemas de diversos países, estados, regiões, nações, organizações, movimentos, etc.

## Países
Ver também: Lista de lemas nacionais
Obs: Lemas cuja versão original estão escritos no idioma oficial de seus respectivos países estão traduzidos. Quando escritos num idioma não oficial, como o Latim, estão com suas traduções entre parenteses.
- Alemanha: Unidade, Justiça, Liberdade
- Andorra: Virtus, Unita, Fortior ("Virtude unida é mais forte")
- Angola: A Unidade dá Força
- Arábia Saudita: Não há outra divindade além de Deus, e Maomé é o seu profeta
- Argentina: "Em União e Liberdade"
- Bélgica: "A união faz a força"
- Bolívia: "A união é a força!"
- Brasil: Ordem e Progresso
- Bulgária: A união faz a força
- Cabo Verde: Unidade, Trabalho, Progresso
- Canada: A Mari Usque Ad Mare ("De Mar a Mar")
- Chile: "Pela razão ou pela força"
- Grécia: Liberdade ou Morte
- Guiné-Bissau: Unidade, Luta, Progresso
- Equador:  Deus, Pátria e Liberdade
- Espanha: Plus Ultra (Mais além)
- Estados Unidos:  atual -- Em Deus Confiamos / antigo -- E pluribus unum (De muitos, um)
- França: Liberdade, Igualdade, Fraternidade
- Gibraltar: Nenhum inimigo nos conquistou
- Haiti: A união faz a força
- Ilha de Man: Para onde quer que o atires, ele vai ficar
- Índia: "A verdade, só, triunfa"
- Indonésia: Unidos na diversidade
- Malásia: A Unidade é a Força
- Marrocos: Deus, Nação, Rei
- Mônaco: Com a ajuda de Deus
- Noruega: Tudo pela Noruega
- Países Baixos: Je maintiendrai ("Eu manterei")
- Paraguai: Paz e Justiça
- Portugal: Esta é a ditosa Pátria minha amada
- Romênia: Nihil Sine Deo (Nada sem Deus)
- São Tomé e Príncipe: Unidade, Disciplina, Trabalho
- Singapura: Avante, Singapura!
- Suíça: Um por todos, todos por um
- Timor Lorosae: Unidade, acção e progresso
- Togo: Trabalho, Liberdade e Pátria
- Trinidad e Tobago: Juntos aspiramos, juntos alcançamos
- União Soviética: Trabalhadores do mundo, uni-vos!
- Reino Unido: Dieu et mon droit (Deus e meu direito)
- República Checa: A verdade prevalece
- República Dominicana: Deus, Pátria, Liberdade
- Rússia: Quem à Rússia surgir com uma espada, por ela sucumbirá!
- Venezuela: Federeção e Deus

## Regiões e estados

### Distritos e Regiões Autônomas Portuguesas
- Açores: Antes morrer livres que, em paz, sujeitos
- Covilhã: A Tecer o futuro
- Madeira: Das ilhas, as mais belas e livres
- Lisboa: Mui Nobre e Sempre Leal
- Évora: Mui Nobre e Sempre Leal
- Vila Real: ALEU
- Porto: Antiga, Mui Nobre, Sempre Leal e Invicta
- Guarda: Forte, Farta, Fria, Fiel e Formosa

### Estados brasileiros e Distrito Federal
- Acre: Nec Luceo Pluribus Impar (Não brilho diferente dos outros)
- Alagoas: AD BONUM ET PROSPERITATEM (Para o bem e para a prosperidade)
- Amapá: Aqui começa o Brasil
- Amazonas: O maior Estado do Brasil
- Bahia: Per ardua surgo (Pela dificuldade venço)
- Ceará: Terra da Luz
- Distrito Federal: VENTVRIS VENTIS(Aos Ventos Vindouros)
- Espírito Santo: Trabalha e Confia
- Goiás: Terra Querida, fruto da vida
- Mato Grosso: Virtute Plusquam Auro (Pela virtude mais do que pelo ouro)
- Minas Gerais: Libertas Quæ Sera Tamen (Liberdade ainda que tardia)
- Paraná: Que o povo aspire e idolatre-o
- Pernambuco: Ego sum qui fortissimum et dux (Sou o mais forte e o que conduz)
- Piauí: Impavidum Ferient Ruinae (Ferido e impávido em meio às ruínas)
- Rio de Janeiro: RECTE REM PVBLICAM GERERE (Gerir a Coisa Pública com Retidão)
- Rio Grande do Sul: Liberdade, igualdade e humanidade
- São Paulo: Pro Brasilia fiant eximia (Pelo Brasil, façam-se grandes coisas)
- Sergipe: SUB LEGE LIBERTAS (Sob a Lei a Liberdade)
- Tocantins: Co yvy ore retama (Este solo é a nossa terra)

## Cidades
- Olivença: Crer e querer para vencer
- Cabo de Santo Agostinho: Hinc natum Brasilia (Aqui, Nasceu o Brasil)
- Águas da Prata: FONS AQUAE VITAE (Fonte de Água de Vida)
- Águas de Santa Bárbara: PRETIOSUM DEI DONUM (Preciosa Dádiva de Deus)
- Águas de São Pedro: OMNIBUS PAX ET SANITAS (Para todos paz e saúde)
- Americana: EX LABORE DULCEDO (Do trabalho vem a doçura)
- Amparo: MEA ANIMA PAULISTARUM EST (Minha alma é dos paulistas)
- Analândia: AD ANALANDIE SUBLIMITATEN (Para a grandeza de Analândia)
- Anhembi: SOMNI SIGNARUM SURGEVI (Surgi do sonho das bandeiras)
- Angra do Heroísmo: Mui Nobre, Leal e Sempre Constante
- Araçariguama: (Decolando para o futuro)
- Araçoiaba da Serra: (Trabalho, Honestidade, Perseverança)
- Belém: (De modo algum és a menor)
- Barbosa Ferraz: (Unidos pela Grandeza de Barbosa Ferraz)
- Évora: Mui Nobre e Sempre Leal
- Castelo de Vide: Notável Vila
- Estremoz: Notável Vila
- Marvão: Mui Nobre e Sempre Leal
- Elvas: CUSTODI NOS, DOMINE UT PUPILAM OCULI (Guardai-nos, Senhor, como à pupila do olho)
- Fartura: COPIA IN OMNIBUS (Fartura em todas as coisas)
- Nisa: Notável Vila
- Óbidos: Mui Nobre e Sempre Leal
- Campo Maior: Lealdade e Valor
- Coronel Fabriciano: Deus, Pax Et Prosperitas (Deus, paz e prosperidade)
- João Pessoa: Intrepida ab origine (Intrépida desde a origem)
- Joinville: MEA AUTEM BRASILIAE MAGNITUDO (A Minha Grandeza se Identifica com a Grandeza do Brasil)
- Laguna: AD MERIDIEM BRASILIAM DUXI (Para o sul trouxe o Brasil)
- Lisboa: Mui Nobre e Sempre Leal
- Alcoutim: ALEO
- Olhão: Restauração
- Londres: Domine dirige nos' (Senhor, guiai-nos)
- Málaga: La primera en el peligro de la libertad, la muy noble, muy leal, muy hospitalaria, muy benéfica y siempre denodada Ciudad de Málaga                               (A primeira em perigo de liberdade , a muito nobre , muito leal , muito hospitaleiro , muito caridosa e sempre corajosa Cidade de Málaga)
- Palos de la Frontera: Cuna del descobrimiento (Rumo ao descobrimento)
- Manaus:Grande e livre, radiante e formosa. e Capital Internacional da Amazônia
- Paris: Fluctuat nec mergitur (É sacudida pelas ondas mas não afunda)
- Paulínia: Chamas do progresso
- Porto: Antiga, Mui Nobre, Sempre Leal e Invicta
- Mirandela:  Mui Nobre e Sempre Leal
- Coimbra: Nobre e Leal
- São João da Madeira: LABOR
- Setúbal: Notável e Sempre Leal
- Praia da Vitória: Mui Notável
- Horta: Mui Leal
- Serpa: Notável Vila
- Funchal: Nobre e Leal
- Moura: Notável Vila
- Sertã: SARTAGO STERNIT SARTAGINE HOSTES (A Sertã derruba os seus inimigos com uma sertã)
- Vila Real: ALEU
- Guarda: Forte, Farta, Fria, Fiel e Formosa
- Monção: Deus o Deu, Deus o há Dado
- Guimarães: Aqui Nasceu Portugal
- Porto Alegre: Muy Leal e Valorosa
- Recife: Ut luceat omnibus (Que a Luz Brilhe para Todos)
- Roma (antiga): SENATUS POPULUSQUE ROMANUS (SPQR) (O Senado e o Povo Romano)
- Salvador: Sic illa ad arcam reversa est (Assim ela voltou à arca)
- Santos: PATRIAM CHARITATEM ET LIBERTATEM DOCUI (À pátria ensinei a caridade e a liberdade)
- Sorocaba: Pro Una Libera Patria Pugnavi (Lutei Por Uma Pátria Livre)
- São Bernardo do Campo: PAULISTARUM TERRA MATER (Terra-Mãe dos Paulistas)
- São José dos Campos: Aura Terraque Generosa (Generosos são os meus Ares e a minha terra)
- São Paulo: Non ducor, duco (Não sou conduzido, conduzo)
- Teresina: Omnia in Charitate (Tudo pela caridade)
- Uberaba: INDEFESSE PRO BRASILIA! (Incansável na defesa do Brasil)
- Lucélia: Lucent Officia tua Lucélia (Seus deveres brilham, Lucélia.)
- Vinhedo: Pro Brasilia et Sancto Paulo (Pelo Brasil e por São Paulo)
- Paragominas: Trabalho perseverante. Progresso com honra
- Catu: Terra Manans (Terra Profunda)
- Guarabira: Lvmine Gratiæ Tvæ

(Luz da tua graça)
- Guajará-Mirim:  Orden é Trabalho
- União dos Palmares: Libertas super omnia (Liberdade acima de tudo)
- Valença (Bahia): Nossa terra, nosso orgulho
- Valença (Rio de Janeiro): RECTE REMPUBLICAM GERERE (Gerir a coisa pública com retidão)
- Ortigueira: Paz - Labor - Prosperidade (Paz - Trabalho - Prosperidade)
- São Gonçalo dos Santos: Semper quaerere pacem et bonum (Sempre a procura da boa paz)
- Cachoeiro de Itapemirim: Meu Pequeno Cachoeiro
- Paulo Ramos: Deo gratias (Grata a Deus)
- Mairiporã: Svblege libertas (Liberdade sobre a Lei)
- Verê: 𝘛𝘳𝘢𝘣𝘢𝘭𝘩𝘰 - 𝘗𝘢𝘻 - 𝘗𝘳𝘰𝘨𝘳𝘦𝘴𝘴𝘰
- Espigão do Oeste: Paz, Trabalho e Progresso
- Canavieiras: Villa Imperialis (Civilização que impera)
- São Leopoldo: Fé, Cultura e Trabalho
- Lins: Ex coffea ac schola Lins (Do Café e da Escola emergiu Lins)
- Querência do Norte: Querência pampa infinito
- Diadema: Floreat Diadema (Floresça, Diadema)
- Paulínia: Paulínia – Chamas do Progresso
- Campina Grande: SOLUM INTER PLURIMA (Única entre muitos'")
- Campo Grande: Poder - Prosperidade - Altruísmo
- Campo Grande do Piauí: Grande é a nossa gente
- Campinas: Labore virtute civitas floret (No trabalho e na virtude, a cidade floresce)
- Cafelândia (Paraná: União - Liberdade - Progresso
- Cafelândia (São Paulo) Cofea divitia nostra (Café divina nossa)
- Maringá: Maringá: Cidade Verde
- Bauru: Custos vigilat (Sentinela alerta)
- Assis Chateaubriand: Morada Amiga e Para frente cidade de Assis Chateaubriand
- Acaraú: Terra de gente hospitaleira e de paisagens encantadoras
- Santa Quitéria: Cidadania se Constrói com Educação
- Itapoá: A melhor direção é a que leva ao Porto!
- Serranópolis: Serranópolis, berço da civilização
- Boituva: Fides labor hospitalitas (Fé, trabalho, hospitalidade)
- Capanema (Pará): Progressum Facere (Fazendo o progresso)
- Canaã dos Carajás: União de tod@s
- Contagem: Per Populum Omnis Potestas A Deo (Todo Poder vem de Deus pelo Povo)
- Lajedo: É Lajedo esculpida na penha, sob o sol de escaldante verão
- São José do Calçado: Entre montanhas e flores
- Vitória): Victoria
- Tanque d'Arca:  Minha terra, minha vida
- Estrela de Alagoas: Paz e União
- Barra Bonita: Das Águas Nascem as Chamas
- Piracicaba: Audax in intellectu et in labore (Audaciosa na inteligência e no trabalho)
- Cruzeiro do Sul (Acre): Primus inter pares (Primeiro entre iguais)
- Alto Alegre (Roraima): Paz e riquezas naturais
- Machado (Minas Gerais): Progresso e Paz
- Americana (São Paulo): Ex labore dulcedo (O prazer a partir do trabalho)
- Acrelândia: Trabalho e Desenvolvimento
- Ourinhos: Terra populusque aurei (Terra e povo áureos)
- Cruz das Almas: Deus Adjuvat

"Deus Ajude
- Campinas do Sul: Vencerás trabalhando
- Japoatã: Paz, trabalho e justiça
- Sapeaçu: Flos inviolata (Flor inviolável)
- Goianésia do Pará: Progresso para tod@s
- Manicore: Produzir é evoluir
- Balneário Camboriú: Balneário Camboriú, capital catarinense do turismo
- Buritama: Nossa terra tem palmeiras
- Arceburgo: ECCE AGNUS DEI ( Eis o cordeiro de Deus)
- Pedra Preta: Terra de todos nós
- Pombos Paz e progresso
- Vila Nova do Sul: Sempre em Frente
- Lagoa de Itaenga: Progresso e bem estar social
- Peabiru: Paz, educação, amor: bens integrantes da razão universal
- Vitória do Jari: Valorize o que é nosso  e Compromisso que se renova
- Santa Fé do Araguaia: o futuro é aqui
- Porto: Mui Nobre e Sempre Leal
- Horta: Muito Leal Cidade da Horta
- Santana de Parnaíba: Patriam feci magnam ( Fiz grande a Pátria)
- Guarulhos: Vere pavlistarvm sangvis mevs (O meu sangue é genuinamente paulista)
- Sarandi: Paz e Amor
- Ijuí: Colmeia do Trabalho
- Manacapuru: Princesa do Solimões

## Organizações e movimentos
- Escoteiros: Sempre alerta
- MST: Liberdade, Terra e Justiça
- Grupo Globo: O ambiente onde todos se encontram e O Futuro já começou.
- Desbravadores: O amor de Cristo me motiva
- Congregações Marianas do Brasil: ad Iesum per Mariam (a Jesus por Maria)
- Narcóticos Anônimos: Só Por Hoje
- Mocidade Portuguesa: Servir
- Universidade de Brasília: Autonomia
- Universidade Católica de Brasília: Veritas Nisi Vi Ipsius Veritatis (A verdade, exceto pelo poder da própria verdade)
- Universidade Federal de Minas Gerais: Incipit vita nova (Inicia-se uma vida nova)
- Universidade Federal de Juiz de Fora: Lvmina Spargere (Espalhar a Luz)
- Universidade Federal de Pernambuco: Virtus impavida (Virtude Impávida)
- Universidade Federal Rural de Pernambuco: Ex Semine Seges (Como semeares colherás))
- Universidade Católica de Pernambuco:  Veritati et vitae (Verdade e Vida)
- Faculdade Pernambucana de Saúde: Prestar serviços com padrão de excelência em ensino, em pesquisa e em extensão na área de saúde, contribuindo para a formação de profissionais competentes e éticos, buscando performance empresarial e crescimento sustentado, além de contribuir para a construção de uma sociedade justa.
- Faculdade Damas da Instrução Cristã: Duc in altum (Avançar para águas profundas)
- Centro Universitário Maurício de Nassau: Veritas (Verdade )
- Universidade Paulista: Qualidade Comprovada
- Pontifícia Universidade Católica do Rio Grande do Sul: Ad verum ducit (Conduz à verdade)
- Pontifícia Universidade Católica de Goiás: Veritas in Scientia et Fide (Verdade, na Ciência e na Fé)
- Universidade Federal de Santa Catarina: Ars et sciencia (Arte e ciência)
- Universidade Federal do Rio de Janeiro: A Universidade do Brasil
- Universidade Federal Fluminense: Discere, docere, seminare (Aprender, ensinar, semear)
- Faculdade de Educação Tecnológica do Estado do Rio de Janeiro: Vamos Virar o Jogo!
- Instituto Federal do Rio de Janeiro: Da Escola de Química ao Instituto de Ciência e Tecnologia: Excelência no Ensino, Pesquisa e Extensão.
- Escola Superior de Propaganda e Marketing: O inusitado em constante movimento
- Pontifícia Universidade Católica do Rio de Janeiro: Alis grave nil (Com asas nada é pesado)
- Universidade Estadual do Piauí: Ad scientiam investigandum (Para pesquisa da ciência)
- Universidade Federal do Piauí: Universitas hominem facit (A universidade faz o homem)
- Sport Lisboa e Benfica: E pluribus unum (De muitos, um)
- Sporting Clube de Portugal: Esforço, Dedicação, Devoção e Glória
- Futebol Clube do Porto: A vencer desde 1893
- Mocidade Alegre: A vitória vem da luta, a luta vem da força, e a força da união
- Acadêmicos do Salgueiro: Nem melhor nem pior, apenas uma escola diferente
- Portela (escola de samba): Honra ao Mérito
- Dragões da Real: Uma vida de amor ao São Paulo
- Dragões da Real (escola de samba): Lugar de Gente Feliz
- Estação Primeira de Mangueira:  A Maior Escola de Samba do Planeta
- Prova de Fogo (escola de samba): A chama do samba que nunca se apaga
- Gaviões da Fiel: Pelo Corinthians, com muito Amor até o fim" e "Seja mais corintiano, seja um Gavião
- Velha Guarda da Gaviões da Fiel: Paz
- Barroca Zona Sul: Nós nascemos e crescemos no meio de gente bamba, por isso que nós somos a faculdade do Samba
- Sport: Com o Sport pro que der e vier.
- Bayern de Munique: Mia san Mia (Somos o que somos)
- Botafogo de Futebol e Regatas: Ninguém merece mais do que a gente
- Real Madrid Club de Fútbol: ¡Hala, Madrid! (Vamos Madrid)
- Futbol Club Barcelona: Mes que un club (Mais que um Clube)
- Arsenal Football Club: Victoria Concordia Crescit (A vitória cresce a partir da harmonia)
- Tottenham Hotspur Football Club: To Dare is To Do (Ousar é fazer)
- Juventus Football Club: Fino Alla Fine (Até o fim)

## Militares
- Exército Brasileiro: Braço forte, mão amiga
- Exército Português: Em perigos e guerras esforçados
- Força Aérea Brasileira: Asas que protegem o País
- Força Aérea Portuguesa: Ex mero motu (À mais pequena solicitação)
- Força Expedicionária Brasileira: A cobra vai fumar
- Comandos do Exército Português: A sorte protege os audazes
- Marinha do Brasil: Protegendo nossas riquezas, cuidando da nossa gente
- Marinha Portuguesa: A pátria Honrae que a Pátria Vos Contempla e Talant de Bien Faire (Vontade de bem fazer)
- Guarda Nacional Republicana: Pela Lei e pela Grei
- Polícia de Segurança Pública: Pela Ordem e Pela Pátria
- Corpo de Fuzileiros de Portugal: Braço às armas feito
- Instituto dos Pupilos do Exército: Querer é Poder
- Bombeiros Brasileiros: Aliena vita et bona salvare (Vida alheia e riquezas salvar)
- Bombeiros Voluntários Portugueses: Vida Por Vida
- Grupo de Operações de Socorro Tático (Corpo de Bombeiros do Paraná - Brasil): Audaces Fortuna Juvat
- Corpo de Fuzileiros Navais do Brasil: ADSUMUS (Aqui estamos)

## Pessoas
- Papa Leão XIV:

In Illo Uno Unum (No Único somos um)
- Papa Francisco: Miserando atque eligendo (Olhou-o com misericórdia e o escolheu)
- Rei D. João I de Portugal: Por bem
- Infante D. Henrique: Talant de bien faire
- Infante D. Pedro: Desir
- Infante santo D. Fernando: Le bien me plait
- Rei D. João II de Portugal: Pela Lei e pela Grei
- Duque D. Jaime I de Bragança: Depois de Vós, Nós
- Rei D. Sebastião I de Portugal: Celsa serena favent
- Andressa Urach: Ou você se perde, ou você chega em primeiro